# Trichomyia juxta
Trichomyia juxta är en tvåvingeart som beskrevs av Duckhouse 1978. Trichomyia juxta ingår i släktet Trichomyia och familjen fjärilsmyggor. Inga underarter finns listade i Catalogue of Life.